# Meilenhofen (Mainburg)
Meilenhofen ist ein Gemeindeteil der Stadt Mainburg im niederbayerischen Landkreis Kelheim. Bis zum 31. Dezember 1971 bildete es eine selbstständige Gemeinde.

## Lage
Das Kirchdorf Meilenhofen liegt in der Hallertau am linken Ufer der Abens und an der Bundesstraße 301 mehr als drei Kilometer nördlich von Mainburg. Durchs Dorf mündet von Westen kommend der Haunsbach, etwa gegenüber der Wangenbacher Bach in den Fluss.

## Geschichte
Das im 11. Jahrhundert erstmals urkundlich bezeugte Meilenhofen hatte seit dem 13. Jahrhundert einen ortsansässigen Adel. Bereits in einem Musterungsregister von 1402 wird Meilenhofen als Hofmark bezeichnet. Auf die Meilenhofer folgten spätestens in der zweiten Hälfte des 14. Jahrhunderts die aus der Kelheimer Gegend stammenden Saller. 1527 gingen die Güter und Rechte in Meilenhofen auf die Pusch zu Vilsheim über. Gegen Ende des Jahrhunderts kam Meilenhofen in den Besitz der Viehhauser. Zu Beginn des 19. Jahrhunderts bestand die Hofmark noch als Patrimonialgericht fort. Nach einem Protokoll vom 16. Juni 1818 unterstanden dem zum Landgericht Abensberg gehörenden Patrimonialgericht Meilenhofen 43 Familien.
Meilenhofen bestand 1805 aus 32 Häusern und einem Gasthof. Die Gemeinde Meilenhofen gehörte zunächst zum Landgericht Abensberg, dann zum 1857 errichteten Landgericht Mainburg und zum 1862 geschaffenen Bezirksamt Rottenburg, ab 1901 zum davon gelösten Bezirksamt Mainburg und schließlich zum 1939 so benannten Landkreis Mainburg.
Im Zuge der Gebietsreform in Bayern wurde die Gemeinde Meilenhofen am 1. Januar 1972 in die Gemeinde Lindkirchen eingegliedert und kam mit dieser am 1. Januar 1978 zur Stadt Mainburg. Kirchlich ist das Pfarramt Elsendorf für Meilenhofen zuständig. 1987 hatte Meilenhofen 315 Einwohner.
Auf der Distriktstraße von Abensberg nach Mainburg verübten die Donaumoosräuber am 11. Dezember 1872 einen doppelten Raubmord an Männern, die auf dem Weg zum Adventsmarkt in Mainburg waren.

## Sehenswürdigkeiten
- Filialkirche Mariä Namen. Das mittelalterliche Bauwerk wurde im 18. Jahrhundert barockisiert. Eine spätgotische Marienfigur vom Ende des 15. Jahrhunderts befindet sich im Altar von 1740.

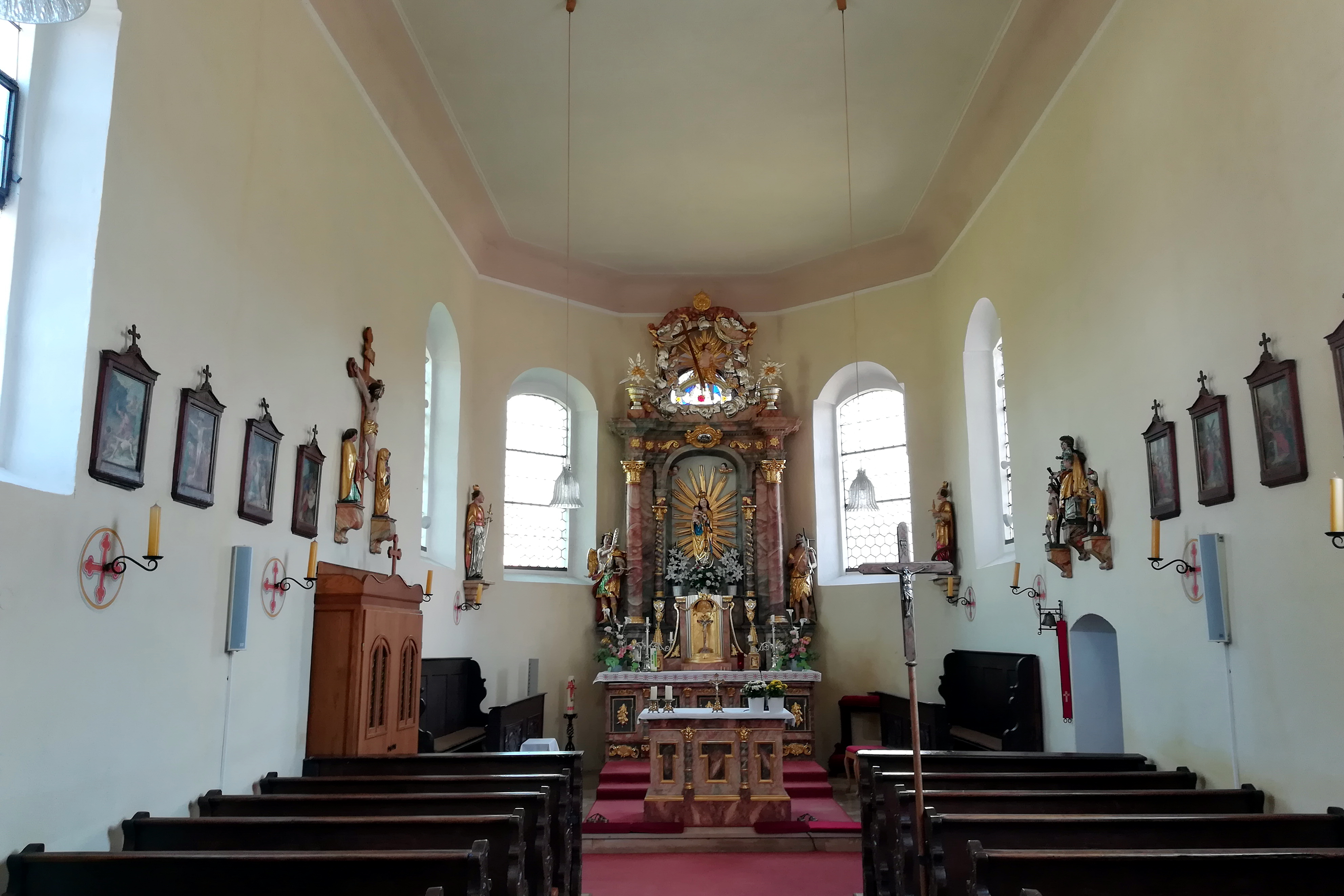
Filialkirche Mariä Namen: Innenraum

## Vereine
- Freiwillige Feuerwehr Meilenhofen
- TV Meilenhofen 1964. Aus dem einstigen Theater-Verein Meilenhofen entwickelte sich eine Fußballmannschaft. Zum TV gehören auch die verschiedenen Viva-Tanzgruppen und eine Tennisabteilung.